# Walki na Oceanie Arktycznym w II wojnie światowej
Walki na Oceanie Arktycznym – szereg starć i potyczek pomiędzy niemiecką Kriegsmarine a flotami wojennymi ZSRR oraz aliantów zachodnich stoczonych na obszarach podbiegunowych.

## Do 1941
Związek Radziecki na mocy paktu Ribbentrop-Mołotow nawiązał współpracę militarną z hitlerowską III Rzeszą. W dniach od 8 września do 10 września 1939 prowadzone były rozmowy pomiędzy attaché Kriegsmarine von Baumbachem a radzieckim ministrem spraw zagranicznych Wiaczesławem Mołotowem dotyczące m.in. założenia tajnej bazy dla okrętów wojennych Niemiec nad Morzem Barentsa. Ostatecznie strona radziecka zaproponowała do tego celu fiord o nazwie Zapadnaja Lica. 10 października 1939 na konferencji w Berlinie postanowiono, że niemieckie okręty będą zaopatrywane również w radzieckich portach, a amunicja ma być tam dowożona drogą lądową. W połowie października tegoż roku komisarz ludowy Anastas Mikojan zezwolił na przejście niemieckich okrętów warsztatowych, zaopatrzeniowych oraz holowników do Zatoki Zapadnaja Lica przez Kanał Białomorsko-Bałtycki.

## Siły obu stron

### Kriegsmarine
Obejmowały:
- 5 niszczycieli,
- 3 eks-norweskie torpedowce,
- eks-norweski stawiacz min,
- krążownik pomocniczy,
- 10 eks-norweskich eskortowców,
- 10-15 trałowców,
- 10 ścigaczy okrętów podwodnych
- okręty pomocnicze.

### Flota Północna
W chwili inwazji Niemiec na ZSRR, w 1941 roku, w skład Floty Północnej wchodziło:
- 15 łodzi podwodnych,
- 8 niszczycieli,
- 7 okrętów ochrony,
- 14 kutrów ochrony,
- 2 trałowce,
- 1 okręt minowania,
- 116 samolotów (Wojska Lotnicze Floty),
- związki taktyczne i jednostki obrony wybrzeża i obrony przeciwlotniczej.

Siły Floty bazowały w Polarnoje, Murmańsku i Archangielsku. W czasie wojny siły Floty były wzmocnione okrętami i samolotami z Floty Bałtyckiej, Floty Oceanu Spokojnego i Flotylli Kaspijskiej, a także z sił zmobilizowanych, z przemysłu i z Lend-Lease Act, oraz samolotami z rezerw Stawki. W czasie wojny w składzie Floty Północnej została sformowana Flotylla Białomorska i Północny Rejon Obrony.
Flota Północna broniła wybrzeża morskiego, współdziałała ze skrzydłami wojsk lądowych, wysadzała desanty morskie, działała na morskich liniach komunikacyjnych nieprzyjaciela, broniła swoich szlaków morskich oraz konwojowała statki transportowe sojuszników.

## 1944

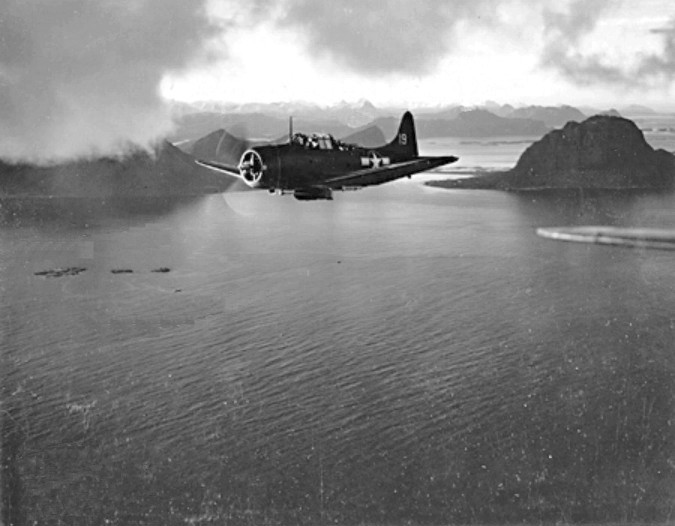
Amerykański Douglas SBD Dauntless z lotniskowca USS Ragner podczas nalotu na Bodø

25 lutego na Morzu Barentsa U-990 zatopił brytyjski niszczyciel HMS „Mahratta” podczas ataku U-Bootów na brytyjski konwój JW-57 do Murmańska. Na Atlantyku północnym brytyjskie eskortowce zatopiły niemiecki okręt podwodny U-91. Na północ od Lofotów brytyjskie samoloty zatopiły niemiecki okręt podwodny U-601. 1 kwietnia na południowy zachód od Wyspy Niedźwiedziej brytyjskie eskortowce zatopiły niemiecki okręt podwodny U-355. 3 kwietnia na południowy wschód od Wyspy Niedźwiedziej brytyjskie samoloty z lotniskowca eskortowego „Tracker” zatopiły niemiecki okręt podwodny U-288. 2 maja na południowy wschód od Jan Mayen brytyjskie samoloty z lotniskowca eskortowego „Fencer” zatopiły niemieckie U-booty U-674 i U-959. 16 maja na Morzu Norweskim norweskie samoloty zatopiły niemiecki U-240. 18 maja na Morzu Norweskim norweskie samoloty zatopiły U-241. 23 maja na południowy zachód od Lofotów brytyjskie samoloty zatopiły niemiecki okręt podwodny U-476. W rejonie Ålesundu w Norwegii brytyjskie samoloty zatopiły U-Boota U-675. 24 maja na Morzu Norweskim brytyjskie samoloty zatopiły niemiecki okręt podwodny U-990. 27 maja na północ od Szetlandów samoloty alianckie zatopiły niemiecki okręt podwodny U-292. 11 listopada w rejonie Harstad w Norwegii brytyjski okręt podwodny HMS „Venturer” zatopił niemiecki okręt podwodny U-771. 13 grudnia na Morzu Barentsa brytyjskie samoloty z lotniskowca eskortowego HMS „Campania” zatopiły niemiecki okręt podwodny U-365.

## Operacje Kriegsmarine
- Grün – („Zielony”) – przejście krążownika pomocniczego HSK Komet Wielką Drogą Północną na Ocean Spokojny latem 1940 roku.
- Rtisselsprung – („Gambit skoczka”) – akcja niemieckiej floty przy współudziale lotnictwa przeciwko idącemu do Murmańska konwojowi PQ-17 na początku lipca 1942 roku.
- Wunderland – („Cudowna kraina”) – wypad ciężkiego krążownika „Admral Scheer” przeciw w radzieckiej żegludze na Oceanie Arktycznym w drugiej połowie sierpnia 1942 roku.
- Zar – („Car”) – nieudana akcja minowania wód u północno-zachodnich wybrzeży Nowej Ziemi w lipcu i sierpnia 1942 roku, w której stawiacz min „Ulm” został zatopiony przez trzy brytyjskie niszczyciele.
- Zarin – („Caryca”) – wypad niemieckich okrętów i zaminowanie wód na północ od Nowej Ziemi w końcu września 1942 roku.
- Seehund – („Pies morski”) – zaminowanie przez U-Booty wewnętrznego ujścia rzeki Ob w nocy 18 sierpnia 1943 roku.
- Katharina – („Katarzyna”) – nieudana niemiecka akcja stawiania min u wylotu Morza Białego pod koniec października 1943 roku.
- Ostfront – („Front wschodni”) – akcja niemieckiej floty przeciw idącemu do Murmańska konwojowi JW-56B, zakończona zatopieniem pancernika „Scharnhorst” 26 grudnia 1943 roku.